# Привольный (Минский район)
Привольный — сельский населённый пункт в Минском районе Беларуси, на 19-м км. шоссе Минск-Могилев М4 (Минск-Гомель М5), граничит с магистралью Москва-Брест М1 E 30, входит в состав Луговослободского сельсовета. В поселке располагается Белорусская машиноиспытательная станция (основана в 1948 г., бывшая Западная МИС). Имеются амбулатория, детский сад и средняя школа, Дом культуры, почта, несколько небольших магазинов, парикмахерская, гостиница и кафе "Людмила". В отделении Беларусбанка осуществляется обмен валюты, есть банкомат Беларусбанка.
В 2001 году в поселке начались православные богослужения в тогда еще строящемся храме Святого Николая. Нижняя, криптовая церковь храма была освящена в честь Образа Спаса Нерукотворного 2 мая 2003 года Митрополитом Минским и Слуцким Филаретом, верхняя - им же, 22 мая 2005.